# Istiophorus albicans
El pez vela del Atlántico (Istiophorus albicans) es una especie de pez vela de la familia Istiophoridae del orden de los Perciformes. Habita en el Océano Atlántico y el Mar Caribe entre la superficie y una profundidad de 200 metros. El pez vela del Atlántico  es conocido como marlín. Es una de las dos especies de peces vela junto con el pez vela del Pacífico, aunque éste es de mayor tamaño. Hay quienes consideran que son la misma especie.
El peso máximo conocido es de 58.1 kg. Como todas las especies de pez vela es un codiciado trofeo de pesca. La pesca indiscriminada redujo significativamente su número y en la actualidad es considerada especie en peligro de extinción.